# 平水韻
平水韻（へいすいいん、ひょうすいいん）は、 漢詩の押韻に使われる106韻。一般に詩韻（しいん）と呼ばれるものはこの平水韻を指す。『切韻』系の韻書を整理したもので、中古音の音韻体系を表している。上平声15韻、下平声15韻、上声29韻、去声30韻、入声17韻の計106韻。

## 概要
平水韻という名は平水（現在の山西省臨汾市堯都区）という地名に基づくものであるが、その由来には2説あり、平水で刊行された金の王文郁の『平水新刊礼部韻略』（1229年）によるというものと、『壬子新刊礼部韻略』（1252年、現存せず。『古今韻会挙要』の序で言及）を著した劉淵が平水出身であったというものがある。
2001年に敦煌莫高窟北区の石窟から出土した『排字韻』残巻2葉は平水韻の106韻と合致しており、高田時雄は劉淵の本や『排字韻』を王文郁の本の翻刻本であるとする。
宋代の官韻書である『広韻』は206韻の体系を採っていたが、同用と言って隣り合う2つないし3つの韻について押韻しあってもよいという規定が定められていた。この同用をまとめると117韻（現行本では113韻に変更されている）になる。その後景祐6年（1037年）には同用規定13箇所に変更が加えられ、実質108韻になった。科挙試験用に簡略化した韻書である『礼部韻略』（1037年）にはこの状態が反映されている。これを同用でなく最初から韻目を統合してしまい、さらに上声の「迥」「拯」、去声の「径」「證」を併合して各1韻減らすと106韻になる。この韻目は金の張天錫『草書韻会』や元の陰時夫『韻府群玉』でも採用された。
平水韻はこの後、近体詩の押韻の根拠として現在に至るまで用いられた。清代の『佩文韻府』にも平水韻が使われている。
なお平声の字が多いため、平声は上下2巻に分けられ、それぞれ上平声、下平声と呼ばれる。これは『切韻』以来の伝統で、単なる書物編成上の都合にすぎない。

## 問題点
平水韻は押韻に使える字を増やすために単に切韻系韻書の隣り合う韻を機械的にひとつにまとめただけで、必ずしも中国語の実際の発音を反映していない。このため現実の音で同じ音がふたつの韻に分かれたり、現実では違う音がひとつの韻に押し込まれたりすることになった。たとえば十三元には「-en（根）・-un（村）・-an（翻）・-ian（言）・-üan（元）」などのさまざまな韻母が含まれ、逆に同じ guī という音でも「規」は四支、「帰」は五微、「圭」は八斉であった。したがって詩を作るにはどの字がどの韻に属するかを暗記する必要があった。

## 韻目

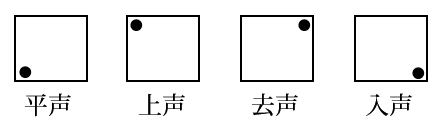
漢和辞典等での四声表記
四隅の圏点により四声を表す

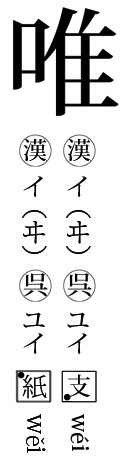
漢和辞典等での韻目（韻分類）の表記例
「唯」の字は平声の支韻、または上声の紙韻という意味

| 平声   | 上声           | 去声     | 入声   |
| 上平声 | 上声           | 去声     | 入声   |
| 一東   | 一董           | 一送     | 一屋   |
| 二冬   | 二腫           | 二宋     | 二沃   |
| 三江   | 三講           | 三絳     | 三覚   |
| 四支   | 四紙           | 四寘     |        |
| 五微   | 五尾           | 五未     |        |
| 六魚   | 六語           | 六御     |        |
| 七虞   | 七麌           | 七遇     |        |
| 八斉   | 八薺           | 八霽     |        |
|        |                | 九泰     |        |
| 九佳   | 九蟹           | 十卦     |        |
| 十灰   | 十賄           | 十一隊   |        |
| 十一真 | 十一軫         | 十二震   | 四質   |
| 十二文 | 十二吻         | 十三問   | 五物   |
| 十三元 | 十三阮         | 十四願   | 六月   |
| 十四寒 | 十四旱         | 十五翰   | 七曷   |
| 十五刪 | 十五潸         | 十六諫   | 八黠   |
| 下平声 |                |          |        |
| 一先   | 十六銑         | 十七霰   | 九屑   |
| 二蕭   | 十七篠         | 十八嘯   |        |
| 三肴   | 十八巧         | 十九效   |        |
| 四豪   | 十九晧         | 二十号   |        |
| 五歌   | 二十哿         | 二十一箇 |        |
| 六麻   | 二十一馬       | 二十二禡 |        |
| 七陽   | 二十二養       | 二十三漾 | 十薬   |
| 八庚   | 二十三梗       | 二十四敬 | 十一陌 |
| 九青   | 二十四迥       | 二十五径 | 十二錫 |
| 十蒸   |                |          | 十三職 |
| 十一尤 | 二十五有       | 二十六宥 |        |
| 十二侵 | 二十六寝       | 二十七沁 | 十四緝 |
| 十三覃 | 二十七感       | 二十八勘 | 十五合 |
| 十四塩 | 二十八琰（倹） | 二十九艶 | 十六葉 |
| 十五咸 | 二十九豏       | 三十陥   | 十七洽 |